# Xylophanes zikani
Xylophanes zikani is een vlinder uit de familie van de pijlstaarten (Sphingidae). De wetenschappelijke naam van de soort is voor het eerst geldig gepubliceerd in 1922 door Benjamin Preston Clark.